# Handelsflagga

Den brittiska handelsflaggan

Handelsflagga är en flagga som används av handelsfartyg och nöjesbåtar och i undantagsfall på flygplan. En del nationer, som Spanien, Storbritannien, Schweiz, Italien, Israel och Saudiarabien har separata nationalflaggor och handelsflaggor.
Storbritanniens handelsflagga består av nationalflaggan Union Jack i övre vänstra hörnet mot en röd bakgrund. Många tidigare brittiska kolonier följer samma flaggtradition idag; Australiens handelsflagga, till exempel, är nationalflaggan med röd i stället för blå som bakgrund. De israeliska och saudiarabiska handelsflaggorna är utformade på ett liknande sätt. Maltas handelsflagga är ett kors på röd bakgrund med vit ram, helt olik nationalflaggan. Även Luxemburgs handelsflagga avviker mycket från nationalflaggan.
På den schweiziska handelsflaggan är förhållandet mellan höjd och bredd två till tre, medan nationalflaggan är kvadratisk. Belgien har en liknande lösning.
Sverige har inte någon särskild handelsflagga, utan svenska handelsfartyg brukar den vanliga nationalflaggan.